# مسيروت
مسيروت أو (بالعبرية: מֹסֵרוֹת‏) هي واحدة من محطات بني إسرائيل في البرية أثناء التيه بعد خروجهم من مصر، تذكر الرواية في سفر العدد 33: 30-31 عن بني إسرائيل: «ثُمَّ ارْتَحَلُوا مِنْ حَشْمُونَةَ وَخَيَّمُوا فِي مُسِيرُوتَ. ثم ارتحلوا من مسيروت وخيموا في بني يعقان.»، كما ذُكرت مرة أخرى باسم مُوسِير في سفر التثنية 10: 6 على أنها المكان الذي خيّم به بنو إسرائيل عندما مات هارون، بالتالى فهي بجوار جبل هور الذي مات عنده هارون. كلمة «مُسِيروت» تعني «رباطات» أو «قيود» ومفردها مُوسِير.